# Amolops hainanensis
Amolops hainanensis е вид жаба от семейство Водни жаби (Ranidae). Видът е застрашен от изчезване.

## Разпространение
Разпространен е в Китай.

## Описание
Популацията на вида е намаляваща.